# 庫約帕爾瓦尤尼山
16°17′31″S 70°54′17″W / 16.29194°S 70.90472°W

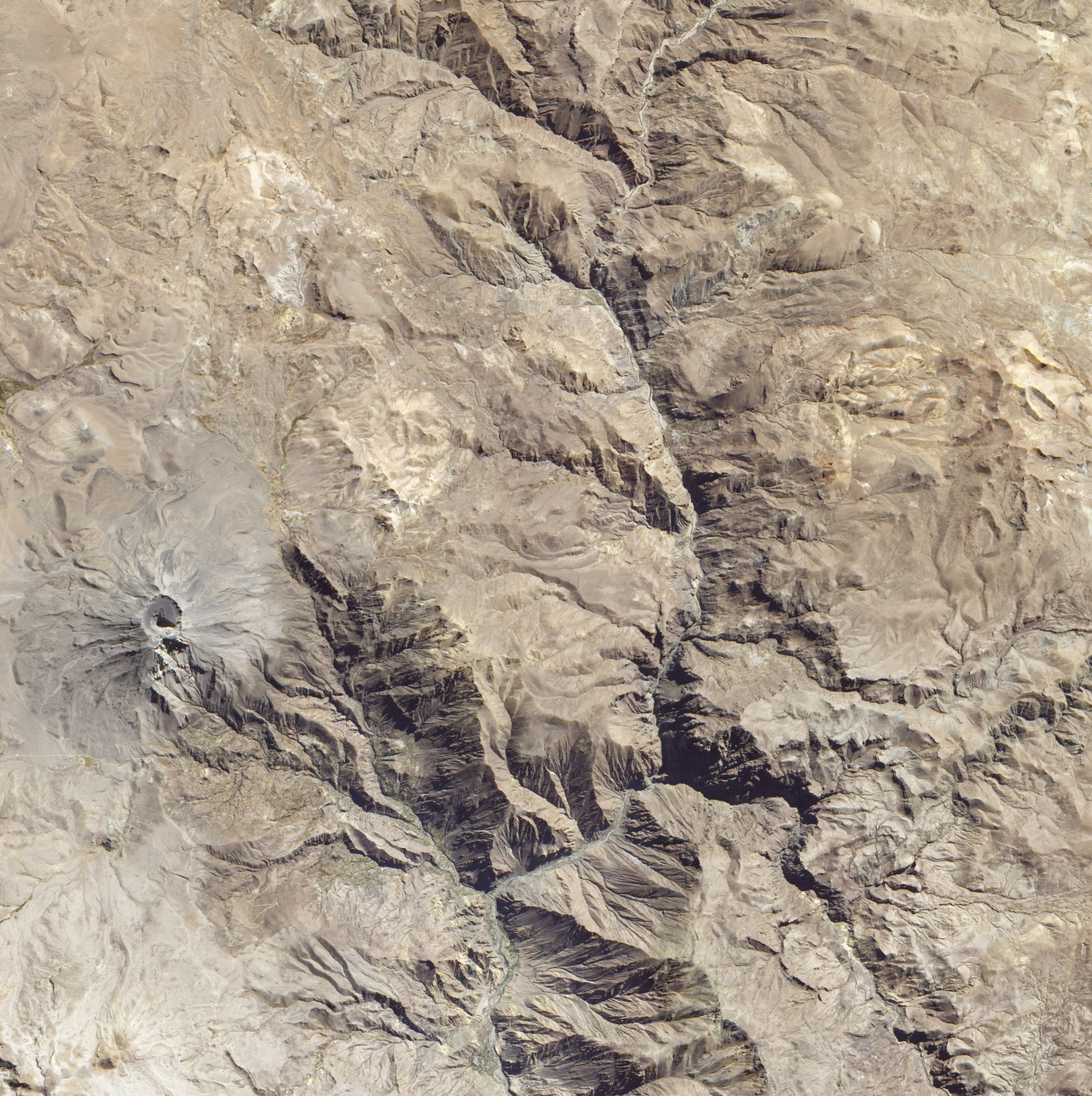

庫約帕爾瓦尤尼山（Qhuyu Parwayuni），是秘魯的山峰，位於該國南部莫克瓜大區，由桑切斯將軍山省的烏比納斯區負責管轄，屬於安地斯山脈的一部分，海拔高度4,647米。